# National Film Board of Canada

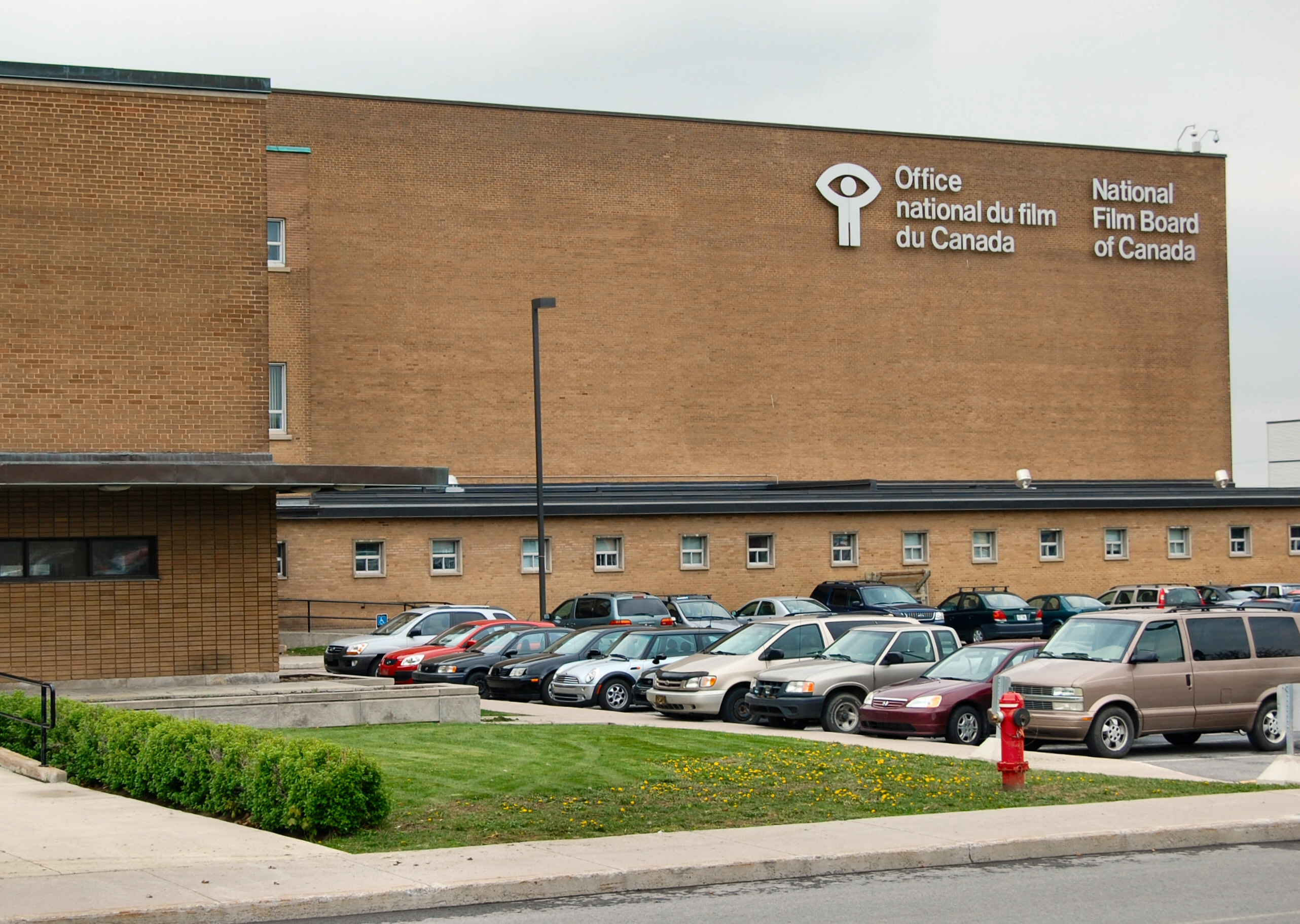

National Film Board of Canada (francês, Office national du film) é a agência de cinema do governo do Canadá. Em 1989, recebeu o Óscar Honorário "em reconhecimento ao seu 50º aniversário e ao seu compromisso dedicado em originar atividade artística, criativa e tecnológica e excelência em todas as áreas da produção cinematográfica".